# Neyagawa

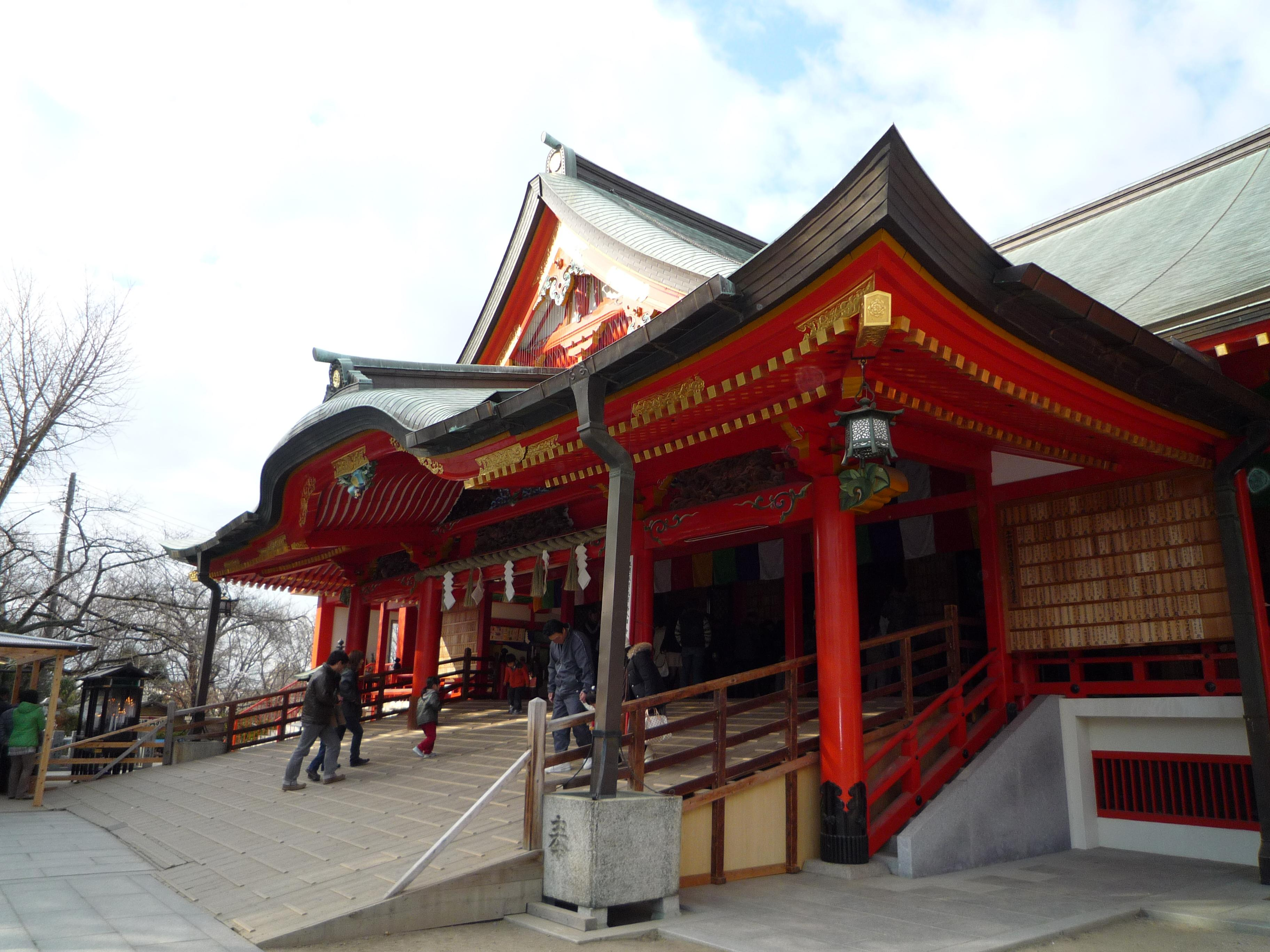
Osaka Narita-san Um hospital

Neyagawa (寝屋川市 -shi) é uma cidade japonesa localizada na província de Osaka.
Em 2003 a cidade tinha uma população estimada em 246 905 habitantes e uma densidade populacional de 9 984,03 h/km². Tem uma área total de 24,73 km².
Recebeu o estatuto de cidade a 3 de Maio de 1951.